# Przybysław (województwo zachodniopomorskie)
Przybysław (niem. Sophienhof) – osada sołecka w Polsce położona w województwie zachodniopomorskim, w powiecie choszczeńskim, w gminie Krzęcin. W latach 1975–1998 miejscowość administracyjnie należała do województwa gorzowskiego. W roku 2007 osada liczyła 241 mieszkańców.

## Geografia
Osada leży ok. 6 km na południowy zachód od Krzęcina.

## Zabytki
Do wojewódzkiego rejestru zabytków wpisany jest:
- zespół pałacowy, w skład którego wchodzą:
  - pałac z pierwszej ćwierci XIX wieku
  - park z początku XIX w.

## Kultura i sport
We wsi znajduje się filia Gminnego Centrum Kultury w Krzęcinie.